# Matija Vuica
Matija Vuica (Metković, 1958.) hrvatska je dizajnerica, pjevačica i kostimografkinja porijeklom iz Metkovića sa stalnim boravkom u Zagrebu od 1978. godine.

## Životopis
Pjevačku karijeru započela je s grupom Trotakt projekt 1981. godine. Alternativni rock novovalnog prizvuka kojeg je sastav njegovao, te poseban imidž, svrstao ih je u kultne sastave 1980-ih godina. Poslije će grupa promijeniti ime u Gracia, čiju okosnicu do danas čine Matija Vuica i Jurica Popović.
Zajedno s pjevačkom krenula je i dizajnerska karijera te je već na prvom samostalnom koncertu grupe Trotakt projekt, Matija prezentirala i svoju prvu kolekciju (Kulušić, Zagreb-1981.). Tijekom 1980-ih aktivno sudjeluje u mnogim modnim manifestacijama kao dio "alternativne zagrebačke modne scene".
1990-ih ta njena ljubav prema modi prerasta u profesionalno bavljenje iako ona voli reći da se samo igra s krpicama. Te godine su je definitivno etablirale kao kreatoricu unikatnih večernjih haljina. U svom radu uvijek poseže za najfinijim svilama i čipkama zbog čega postaje omiljena posebno kod hrvatskih javnih osoba. Gotovo da nema poznatije osobe koja nije ponijela njenu haljinu. Iako voli raditi samostalne modne revije, zadnjih godina sudjelovala je na, njoj omiljenom modnom događaju, Cro-a-Porteru, te se svojim kolekcijama večernjih haljina i vjenčanica potpuno izdvojila u vrh hrvatske modne scene. Posebno je tražena zbog unikatne izrade vjenčanica po mjeri rađenih isključivo od svilenih šifona, taftova, satena i čipke koja je na svakoj vjenčanici drugačija.
Prve modne revije organizirala joj je još osamdesetih godina 20. stoljeća poznat hrvatska modna kritičarka
Matijin rad na modnom planu privukao je pažnju kazališnih redatelja te već odavno djeluje i kao kostimografkinja. U tom smislu između ostalih surađivala je i s Vlatkom Habunekom (Kapetan Oliver), Vladom Štefančićem (Kosa, Dan od amora, Dundo Maroje, Ivana), Peterom Faragom (Piđama za šestero), Joškom Juvančićem (Čelična magnolija), Damirom Zlatarom Freyom (Slavuj i ruža, Filio ni doma, Saloma) i mnogim drugima.
Dobitnica je godišnje Nagrade grada Metkovića "Narona" u području kulture za 2015. godinu

## Vanjske poveznice
- Diskografija Matije Vuice
- Matija Vuica na YouTube kanalu